# از ظهر تا ساعت سه
از ظهر تا ساعت سه (به انگلیسی: From Noon Till Three) یک فیلم کمدی وسترن آمریکایی است که در سال ۱۹۷۶ توسط یونایتد آرتیستز منتشر شد. در این فیلم چارلز برانسون و همسرش جیل ایرلند بازی می‌کنند. این فیلم براساس رمانی از فرانک دی گیلروی نوشته و توسط خود وی کارگردانی شده است.

## جوایز
نامزد دریافت گلدن گلوب برای بهترین آهنگ اصلی. 